# Emil Jula
Emil Gabriel Jula est un footballeur roumain, né le 3 janvier 1980 à Cluj-Napoca en Roumanie et mort le 22 août 2020. Il évolue comme attaquant.

## Palmarès
- Vainqueur de la Coupe Intertoto en 2007